# Divisieadmiraal
Divisieadmiraal (ook geschreven als: Divisie-Admiraal) is een rang bij de Belgische zeemacht, tegenwoordig de Marinecomponent van de Belgische defensie. Divisieadmiraal is de op een na laagste vlagofficier, boven flottieljeadmiraal en onder viceadmiraal. Divisieadmiraal is een tweesterrenfunctie en komt overeen met schout-bij-nacht bij de Koninklijke Marine en rear-admiral bij de Royal Navy.
De schuingedrukte woorden in onderstaande tabel zijn de aanspreektitels.
| Functie- schaal NAVO | Landcomponent            | Medische component       | Luchtcomponent           | Marinecomponent          |
| -------------------- | ------------------------ | ------------------------ | ------------------------ | ------------------------ |
| OF-7                 | Generaal-majoor Generaal | Generaal-majoor Generaal | Generaal-majoor Generaal | Divisieadmiraal Admiraal |